# Rob van den Broeck
Rob van den Broeck (Hilversum, 1 december 1940 – Enter, 30 april 2012) was een Nederlands jazzpianist, componist en beeldend kunstenaar.

## Biografie
Van den Broecks moeder was klassiek pianiste. Zelf volgde hij vanaf zijn jeugd pianoles. Hij stopte daarmee op zijn twaalfde, maar pakte dat rond zijn twintigste weer op. Hij studeerde grafiek aan de Rietveldacademie in Amsterdam. In en om het Concertgebouw kwam hij in aanraking met de jazzscene aldaar, waarin muzikanten als Ellington, Monk, Rollins en Coltrane centraal stonden.
Van den Broeck begon als pianist een trio met Henny Vonk en Tony Vos. Midden jaren zestig begeleidde hij Amerikaanse muzikanten als Ben Webster, Dexter Gordon en Louis Hayes op hun tournees door de Nederlandse jazzclubs. Hij speelde in het ensemble van Dick Vennik en de band van Chris Hinze. Van 1975 tot 1977 was hij pianist van het Nederlands Dans Theater.
In dezelfde tijd haalde de Duitse bassist Ali Haurand hem in diens ‘European Jazz Ensemble’ naar Viersen bij Düsseldorf. Hij speelde er in combo's met Gerd Dudek, Tony Oxley en Tony Levin. Met de bassist Wiro Mahieu nam hij in 1996 het duoalbum ’Departures’ op, in 2008 gevolgd door de cd ’Spirits’.
Van 1998 tot aan zijn dood maakte Van den Broeck deel uit van de band van zangeres Masha Bijlsma. Met haar speelde hij door heel Europa en maakte hij verschillende cd's: 'Profile' (1998), 'Lopin' (2003), 'Whispers and Moans' (2008). Verschillende composities van Van den Broeck zijn door Masha Bijlsma voorzien van een tekst.
Van den Broeck was van 1980 tot 2000 als docent piano verbonden aan het Arnhems Conservatorium.

## Beeldende kunst
Van den Broeck studeerde aan de Rietveldacademie in Amsterdam en behaalde in 1961 het diploma grafisch ontwerper/illustrator. Hoewel zijn muzikale carrière zijn beeldende activiteiten lange tijd overvleugelde, bleef hij zijn achtergrond en scholing altijd trouw. Zo ontwierp hij de omslagen van zijn eigen cd’s en exposeerde hij olieverfschilderingen zowel in Nederland als Duitsland. Zelf omschreef hij ze als "landschappen en stillevens met ‘losse’ voorwerpen", die hij met behulp van schaduwwerking verbond. In beeldend opzicht toonde hij zich in 2005 ook modeltekenaar. Hij praktiseerde dit wekelijks in het Baarnse atelier van Humphrey Bennet. Zijn werk als beeldend kunstenaar legde vanaf die tijd voor het eerst een groter beslag op hem dan dat als musicus.
Van den Broeck groeide op in Hilversum. Hij woonde jarenlang in Soest, waar hij als gastspeler geregeld optrad in de Jazzclub van Artishock, de culturele vereniging waar hij ook meermalen exposeerde. Vervolgens verhuisde hij naar het Overijsselse Enter.